# Claude Fauriel

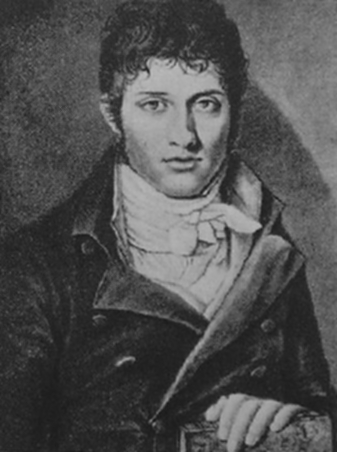
Claude Fauriel

Charles-Claude Fauriel (Saint-Étienne, 21 oktober 1772 - Parijs, 15 juli 1844) was een Frans filoloog en historicus.

## Leven
Fauriel werd geboren in de rue Violette in Saint-Étienne. Zijn vader, Joseph Fauriel, was een schrijnwerker. Zijn moeder stierf korte tijd na zijn geboorte en hij werd opgevoed bij zijn grootouders in Saint-Barthélemy-le-Plain in de Ardèche. Hij liep school in het college van de oratorianen in Tournon en in het seminarie Saint-Irénée in Lyon.
Fauriel schaarde zich achter de Franse Revolutie. In april 1793 diende hij als onderluitenant in het Armée des Pyrénées-Orientales.Vanaf oktober 1793 bekleedde hij verschillende bestuurlijke en gerechtelijke functies. Hij schreef hij zich in 1795 in op de net opgerichte École normale supérieure. Tijdens de Terreur blanche van 1795, een bloedige interne strijd tussen verschillende revolutionaire strekkingen, ontvluchtte hij Saint-Étienne. Hij wijdde zich aan zelfstudie van geschiedenis en klassieke en moderne literatuur. Hij was een tijdlang privésecretaris van politiechef Joseph Fouché, maar koos voor een academische carrière.
Fauriel begaf zich in het literaire milieu en begon artikelen te schrijven in publicaties als Décade philosophique, Revue encyclopédique, Archives philosophiques et littéraires en Revue des Deux-Mondes. Hij vertaalde twee toneelstukken van Alessandro Manzoni naar het Frans en begaf zich in de literaire salons van Parijs, onder andere dat van madame de Staël. Met Sophie de Condorcet ontwikkelde hij een langdurige vriendschap.
In 1830 werd hij professor buitenlandse literatuur, een nieuwe leerstoel aan de Sorbonne-universiteit. In 1836 werd hij opgenomen in de Académie des inscriptions et belles-lettres. Hij werd ridder in het Légion d'Honneur. Claude Fauriel overleed plots in 1844 en werd begraven op de begraafplaats Père-Lachaise in Parijs.

## Publicaties
Claude Fauriel publiceerde relatief weinig boeken. Zijn voornaamste werken:
- Chants populaires de la Grèce antique (1824)
- De l’origine de l’épopée chevaleresque du Moyen-âge (1833)
- Histoire de la croisade contre les hérétiques albigeois (1834)
- Histoire de la Gaule méridionale sous la domination des conquérants romains (1836)